# Nueva Frontera (Honduras)
Nueva Frontera es un municipio del departamento de Santa Bárbara en la República de Honduras.

## Toponimia
El nombre fue sugerido por el señor doctor Salomón Fajardo, en tal sentido dejando de llamarse "Trascerros".

## Límites
| Orientación | Límite                                |
| ----------- | ------------------------------------- |
| Norte       | República de Guatemala                |
| Sur         | Municipio de Macuelizo, Santa Bárbara |
| Este        | Municipio de Azacualpa, Santa Bárbara |
| Este        | Municipio de Macuelizo, Santa Bárbara |
| Oeste       | Municipio de Florida, Copán           |

## Historia
En 1997 (17 de diciembre), el soberano Congreso Nacional de Honduras publicó en el diario oficial La Gaceta el Decreto Número 19-297 donde declara la creación del "Municipio de Nueva Frontera".

## División Política
Aldeas: 8 (2013)
Caseríos: 59 (2013)
| Código | Aldea                           |
| ------ | ------------------------------- |
| 162801 | Trascerros (Cabecera Municipal) |
| 162802 | El Barranco                     |
| 162803 | El Ermitaño                     |
| 162804 | El Oro                          |
| 162805 | Piladeros                       |
| 162806 | Pueblo Nuevo                    |
| 162807 | San José de Tarros              |
| 162808 | San Miguelito                   |
|        | Zapotales                       |
|        | Terreritos                      |
|        | La Coroza                       |
|        | Colonia Los Pinos               |
|        | Colonia El Buen Samaritano      |
|        | Calpules                        |
|        | La Fortuna                      |
|        | Aldea Nueva                     |
|        | Buena Vista                     |
|        | Los Leones                      |
|        | Las Brisas                      |
|        | Buenos Aires                    |
|        | Colonia 15 de Septiembre        |
|        | Piedras de Plata                |
|        | El Pino                         |
|        | El Cedral                       |
|        | Piedras Negras                  |
|        | Los Laureles                    |
|        | El Profundo                     |
|        | La Cumbre                       |
|        | El Guanal                       |
|        | La Reina                        |
|        | Las Pilas                       |
|        | Los Positos                     |
|        | La Esperanza                    |